# Oosterlauwers Fries

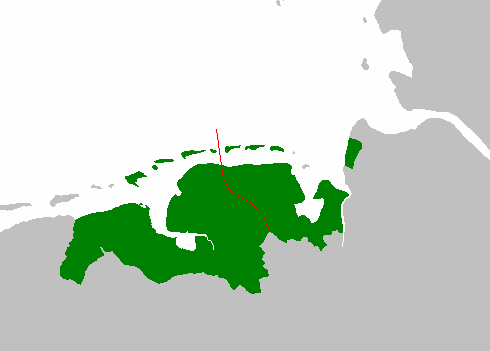
Het vroegere taalgebied van het Oosterlauwers Fries; de rode lijn is de scheiding tussen het Eems- en het Wezerfries, maar ook tussen de tegenwoordige dialecten Gronings-Oostfries en Oldenburgs

Het Oosterlauwers Fries of simpelweg Oost-Fries (Saterfries: Aast-Fräisk) is een van de Friese talen. De benaming Oost-Fries moet niet verward worden met Oostfries, wat het Oostfries Nedersaksisch aanduidt.

## Taalgebied
Het Oosterlauwers Fries werd gesproken tussen de rivieren de Lauwers en de Wezer. Dit betrof de volgende gebieden:
- de Groninger Ommelanden en het Oldambt[1]
- de regio Oost-Friesland
- het Oldenburger Friesland, tegenwoordig Landkreis Friesland
- het oude gebied Rüstringen
- het land Wursten

## Dialecten
Het was onder te verdelen in Eemsfries en Wezerfries. Het Eemsfries werd gesproken op het Groningerland, de waddeneilanden Borkum, Nordeney, Juist en Baltrum en in de regio Oost-Friesland, met uitzondering van het Harlingerland, de tegenwoordige regio Wittmund. Het Wezerfries werd gesproken in het Harlingerland, het Oldenburger Friesland, het oude gebied Rüstringen, het oude land Wursten en op de waddeneilanden Langeoog, Spiekeroog, Wangerooge.

### Dialecten Wezerfries
- Wangeroogs - waddeneiland Wangerooge
- Wurstfries - Land Wursten
- Harlingerfries - Harlingerland, Oldenburger Friesland en Rüstringen

Uit welke dialecten het Eemsfries bestond is nog onduidelijk. 

## Tegenwoordig
Tegenwoordig is de taal, die sterk verschilt van de andere Friese talen, door ontfriezing bijna geheel uitgestorven, behalve in de Duitse gemeente Saterland, waardoor het overgebleven Oosterlauwers Fries ook wel het Saterfries genoemd wordt.
Het Oosterlauwers Fries, met uitzondering van het Saterfries, is uitgestorven door de invloed van het Saksisch, dat ten zuiden van het voormalige Oost-Friese taalgebied gesproken werd. Daardoor heeft het Eemsfries zich ontwikkeld tot Gronings-Oostfries, ook wel apart gezien als het Gronings en het Oostfries. Het Wezerfries heeft zich ontwikkeld tot het Harlingerlands en het Oldenburgs. Het "versaksischen" van het Oosterlauwers Fries gebeurde in de verschillende periodes: Groningerland ±1350, Oost-Friesland ±1500, Harlingerland tot aan de Wezer ±1600, Land Wursten ±1700 en Wangerooge ±1950.